# 1993 en jeu vidéo
 (octobre 2019).
Si vous disposez d'ouvrages ou d'articles de référence ou si vous connaissez des sites web de qualité traitant du thème abordé ici, merci de compléter l'article en donnant les références utiles à sa vérifiabilité et en les liant à la section « Notes et références ».
Cet article présente les faits marquants de l'année 1993 concernant le jeu vidéo.

## Événements
- Avril : sortie du Mega-CD en Europe.
- 16 juillet : sortie en Angleterre de la console AmigaCD32.
- Octobre : sortie de la 3DO aux États-Unis.
- Novembre : sortie de la Jaguar aux États-Unis.

## Principales sorties de jeux
| 21 janvier   | Blazing Skies                           | Super Nintendo | Europe     |
| 1er février  | Cadillacs and Dinosaurs                 | CP System      | -          |
| 21 février   | Star Wing                               | Super Nintendo | Japon      |
| 6 juin       | The Legend of Zelda: Link's Awakening   | Game Boy       | Japon      |
| 23 juillet   | Shinobi III: Return of the Ninja Master | Mega Drive     | Japon      |
| 15 septembre | FIFA International Soccer               | 3DO            | Canada     |
| 23 septembre | Sonic CD                                | Mega-CD        | Japon      |
| 24 septembre | Myst                                    | Macintosh      | Europe     |
| 1er octobre  | Shining Force II                        | Mega Drive     | Japon      |
| 12 novembre  | Equinox                                 | Super Nintendo | Japon      |
| 10 décembre  | Doom                                    | DOS            | États-Unis |
| ?            | Genesia                                 | -              | Europe     |